# دانيال ج. دراكر
دانيال جوشوا دراكر (مواليد 23 يونيو 1956) هو طبيب غدد صماء كندي. زميل الجمعية الملكية، وهو أستاذ الطب في معهد لونينفيلد-تانينباوم للأبحاث، مستشفى جبل سيناء، تورنتو. وهو معروف بأبحاثه في هرمونات الأمعاء واستخدامها في علاج مرض السكري وأمراض التمثيل الغذائي الأخرى.